# صلاح‌الدین ایوبی در مصر
به دوره‌ای از زندگی صلاح‌الدین ایوبی اطلاق می‌شود که صلاح‌الدین نخستین بار در قامت یکی از فرماندهان نیروهای نورالدین زنگی به همراه عمویش اسدالدین شیرکوه در سال ۱۱۶۳ عازم مصر شد و پس اندک چنین مرحله به مصر و برخورد با نیروهای خلافت فاطمی و پادشاهی لاتین اورشلیم، توانست به همراه عمویش قدرت را در مصر در دست بگیرند. پس ز مرگ شیرکوه وی به عنوان وزیر جدید خلافت فاطمی انتخاب شد و توانست موج جدید حملات صلیبیون به مصر را دفع کند. او سرانجام در سال ۱۱۷۱ دستور به خواندن خطبه به اسم خلیفه عباسی داد و خلافت فاطمیان را در مصر برانداخت و خود به عنوان حاکم مصر قدرت را در دست گرفت.

## پیش‌زمینه
با وجود ناکامی صلیبیون در جنگ صلیبی دوم، آنها موفق شدند شهر و قلعه مهم اشکلون را فتح کنند. فتح اشکلون توسط بالدوین سوم برای دولت‌های صلیبی نتایجی به دنبال داشت؛ در ایامی که نیروهای صلیبی مشغول محاصره اشکلون بودند، نورالدین با استفاده از این فرصت، به سمت دمشق لشکر کشید. بالدوین نیز از امکانات و نیروهای کافی برای حمایت از دمشق برخوردار نبود. اگرچه جانشینان معین‌الدین انر، اختلافات خود را با صلیبیون فیصله داده بودند، اما پس دومین جنگ صلیبی اهالی دمشق اعتماد خود را نسبت به صلیبیون از دست داده بودند. افزون بر این، پس از مرگ انر، میان جانشین وی، ابوسعید مجیرالدین ابق ابن محمد، و فرماندهٔ شبه‌نظامیان اَحداث، مؤیدالدوله بن صوفی، بر سر دمشق اختلافاتی پدید آمد و منجر به جنگ داخلی در این شهر شد. در همین ایام خطابه‌های مذهبی نورالدین اهالی دمشق را نیز تحت تأثیر قرار داده بود. تنها چندماه پس از سقوط اشکلون، مردم دمشق دروازه‌های شهر را به روی نورالدین باز کردند تا نورالدین کنترل سوریه را به‌طور کامل در دست بگیرد. علاوه بر این، فتح اشکلون سبب شد تا برای نخستین بار مصر در دسترس صلیبیون قرار بگیرد. ثروت و غنی‌بودن این سرزمین و همچنین ضعف و زوال دولت فاطمی عواملی بودند تا مسیحیان برای فتح این سرزمین وسوسه شوند.
بالدوین برای حفظ توازن در شامات و اراضی مقدس و نیاز به متحدی برای یورش به مصر از دریا و خشکی، آمادگی خود را برای برقراری روابط حسنه و اتحاد میان اورشلیم و امپراتوری بیزانس اعلام نمود. تا آن زمان اختلافات میان دو دولت سبب شده بود تا اتحادی میان آنها شکل نگیرد. مهم‌ترین اختلاف نیر موضوع انطاکیه و حاکمیت آن بود. امپراتوری بیزانس طبق توافق صلیبیون با آنها طی نخستین جنگ صلیبی، انطاکیه جز قلمروی خود می‌دانست اما شاهزادگان انطاکیه خود را مستقل می‌دانستند که این دعوی آنها از جانب اورشلیم تا آن زمان تأیید می‌شد. با این حال، شاهزاده انطاکیه، ریمون پواتیه، در ۲۹ ژوئن ۱۱۴۹ در نبرد اناب در مقابل نیروهای نورالدین کشته شد تا رینالد شاتیون پس از ازدواج با بیوه ریموند در انطاکیه به قدرت برسد. سیاست‌های ضد بیزانس و همچنین حمله او به قبرس سبب خشم امپراتور بیزانس و پادشاه اورشلیم شد. در این حین لشکرکشی مانوئل دوم به سمت انطاکیه، توافقی میان اورشلیم برقرار شد که ضمن عدم دخالت اورشلیم در امور انطاکیه و بازگذاشتن دست امپراتور بیزانس در آنجا، امپراتوری بیزانس وعده همراهی با صلیبیون در جنگ علیه نورالدین در شام و فاطمیان در مصر را داد. بدین ترتیب انطاکیه در آوریل ۱۱۵۹ تابع و خراجگزار امپراتوری بیزانس گشت. پس از این رویداد، با وجود توافق طرفین، مانوئل با نورالدین صلح کرد و به قسطنطنیه بازگشت و بالدوین نیز بر اثر بیماری کوتاه درگذشت تا به خاطر نداشتن وارث، برادرش، آمالریک، جانشین او در پادشاهی اورشلیم شود.
آمالریک پیش از رسیدن به سلطنت اورشلیم و در زمان زمامداری برادرش، کنت یافا و اشکلون بود بنابراین توجه ویژه‌ای به مصر و وضعیت موجود در آن داشت. در آن ایام خلافت فاطمی درگیر منازعات داخلی و جنگ میان دو وزیر آن، یعنی شاوَر بن مجیر السعدی و ابوالاشبال ضَرغام بر سر قدرت و وزارت مصر بود، بنابراین هر یک از طرفین درصدد یافتن هم‌پیمانی بودند تا از آن علیه دیگری استفاده کنند. با رسیدن ضرغام به وزارت، شاور از مصر به دمشق فرار کرد تا از نورالدین زنگی درخواست کمک کرد و تعهد داد پس از بازیافتن مقام وزارت در مصر، ضمن پرداخت خراج، امیران وی را در مصر مستقر کند و به آنها اقطاعاتی واگذار کند. با توجه به اهمیت مصر و همچنین ضعف دولت فاطمی در آن ایام، نورالدین نیروهای خود را به فرماندهی اسدالدین شیرکوه بن ایوب عازم مصر کرد تا شاور را با دیگر در مصر به قدرت برساند. پیش از حرکت نیروهای شام، ضرعام طی نامه‌ای درصدد جلب نظر و همراهی نورالدین با وزارت خود داشت اما با توجهی نورالدین و همچنین با علم به حرکت شاور به همراه شیرکوه به سمت مصر، از پادشاه اورشلیم، آمالریک، تقاضای کمک کرد و وعده داد در صورت متوقف‌کردن نیروهای زنگی، مصر را تابع دولت اورشلیم خواهد کرد. با این حال با حمله نورالدین زنگی به بانیاس و معطوف‌کردن نگاه نیروهای اورشلیم به آنجا، شیرکوه توانست ضرغام را در سال ۱۱۶۴ شکست دهد تا شاور بار دیگر در مصر به قدرت برسد.